# 7729 Golovanov
7729 Golovanov (1977 QY3) là một tiểu hành tinh vành đai chính được phát hiện ngày 24 tháng 8 năm 1977 bởi N. S. Chernykh ở Đài vật lý thiên văn Crimean.